# Esclavitud en Japón
La esclavitud en Japón fue un sistema oficial de esclavos desde el período Yamato (siglo III) hasta que Toyotomi Hideyoshi lo abolió en 1590.

## Esclavitud temprana en Japón
La exportación de un esclavo de Japón consta en el registro histórico chino del siglo III, pero no está claro qué sistema estaba involucrado y si esto era una práctica común en ese momento. Estos esclavos fueron llamados seikō (生口 boca).
En el siglo VIII, los esclavos fueron llamados nuhi (奴婢), y se crearon las leyes de acuerdo a Ritsuryousei (律令制). Estos esclavos cuidaban granjas y trabajaban alrededor de las casas. La información sobre la población de esclavos es cuestionable, pero se estima que la proporción de esclavos fue de alrededor del 5% de la población. La esclavitud persistió en el período Sengoku (1467–1615), aunque la actitud de que la esclavitud era anacrónica parece que se generalizó entre las élites.  En 1590, la esclavitud fue oficialmente prohibida bajo Hideyoshi Toyotomi; pero las formas de contrato y trabajo persistieron durante todo el período con el trabajo forzoso. Un poco más tarde, las leyes penales del período Edo prescribieron «mano de obra no libre» para la familia inmediata de delincuentes ejecutados en el artículo 17 de Gotōke reijō (leyes del shogunato Tokugawa), pero la práctica nunca fue generalizada. El Gotōke Reijō fue compilado a partir de 1711 con más de 600 leyes promulgadas entre 1597 y 1696.

## Esclavización de los japoneses
Después de que los portugueses entraron en contacto por primera vez con Japón en 1543, se desarrolló un comercio de esclavos a gran escala en el que los portugueses adquirían esclavos en Japón y los vendían a diversos lugares en el extranjero, incluido el propio Portugal, a lo largo de los siglos XVI y XVII. Muchos documentos mencionan el gran comercio de esclavos junto con las protestas contra la esclavitud de los japoneses. Se cree que los esclavos japoneses fueron los primeros de su nación en llegar a Europa, y los portugueses compraron un gran número de esclavas japonesas para llevar a Portugal con fines sexuales, como se señaló por la iglesia en 1555. El rey Sebastián I de Portugal temía que estaba teniendo un efecto negativo en la proselitización católica ya que el comercio de esclavos japoneses crecía a proporciones masivas, por lo que ordenó que fuera prohibido en 1571.
Las esclavas japonesas incluso fueron vendidas como concubinas a los lascares asiáticos y miembros de la tripulación africana, junto con sus homólogos europeos que prestaban servicio en barcos portugueses que comerciaban en Japón, está mencionado por Luis Cerqueira, un jesuita portugués, en un documento de 1598. Los portugueses llevaron esclavos japoneses a Macao, donde algunos de ellos no solo terminaron siendo esclavizados por los portugueses, sino como esclavos de otros esclavos, donde los portugueses eran dueños de esclavos malayos y africanos, quienes a su vez poseían esclavos japoneses de su propio uso.
Toyotomi Hideyoshi estaba tan disgustado que su propio pueblo japonés fuese vendido en masa a la esclavitud en Kyūshū, que escribió una carta al viceprovincial jesuita Gaspar Coelho el 24 de julio de 1587 para exigir que los portugueses, siameses (tailandeses) y camboyanos dejaran de comprar y esclavizar japoneses, devolviendo esclavos japoneses que habían terminado llegando a la India. Hideyoshi culpó a los portugueses y jesuitas por este comercio de esclavos y, como resultado, prohibió el proselitismo cristiano.
Algunos portugueses compraron esclavos coreanos y los trajeron de vuelta a Portugal desde Japón, donde se encontraban entre las decenas de miles de prisioneros de guerra coreanos transportados a Japón durante las Invasiones japonesas de Corea (1592-1598). Los historiadores señalaron que al mismo tiempo que Hideyoshi expresó su indignación y malestar por el comercio portugués de esclavos japoneses, él mismo estaba involucrado en un comercio masivo de esclavos de prisioneros de guerra coreanos en Japón.
Fillippo Sassetti vio a algunos esclavos chinos y japoneses en Lisboa entre la gran comunidad de esclavos en 1578, aunque la mayoría de los esclavos eran negros.
Los portugueses tenían «en alta estima» a los esclavos asiáticos como chinos y japoneses, mucho más «que los esclavos del África subsahariana». Y atribuyeron cualidades como la inteligencia y la laboriosidad a los esclavos chinos y japoneses, por lo que los favorecieron.
En 1595, Portugal promulgó una ley que prohibía la venta y compra de esclavos chinos y japoneses, pero las formas del trabajo contratado persistieron a lo largo del período del trabajo forzado de los códigos penales. Un poco más tarde, las leyes penales del período Edo prescribieron «trabajo no libre» para la familia inmediata de delincuentes ejecutados en el Artículo 17 de la Gotōke reijō (Leyes de la Casa de Tokugawa), pero la práctica nunca se hizo común. En 1711 el Gotōke reijō fue compilado de más de 600 estatutos promulgados entre 1597 y 1696.

## Segunda Guerra Mundial
En la primera mitad de la era Shōwa, a medida que el Imperio de Japón se anexaba a los países asiáticos, a partir de finales del siglo XIX, las instituciones arcaicas, incluida la esclavitud, fueron abolidas en esos países. Sin embargo, durante la segunda guerra sino-japonesa y la Guerra del Pacífico, los militares japoneses utilizaron a millones de civiles y prisioneros de guerra como trabajadores forzados, en proyectos como el Ferrocarril de Birmania.
Según un estudio conjunto de historiadores como Zhifen Ju, Mitsuyoshi Himeta, Toru Kubo y Mark Peattie, más de 10 millones de civiles chinos fueron movilizados por la Kōa-in (Junta de Desarrollo de Asia Oriental) para el trabajo forzoso. Según el propio registro del Ejército Imperial Japonés, casi el 25% de los 140,000 prisioneros de guerra aliados murieron mientras estaban internados en los campos de prisioneros japoneses donde fueron obligados a trabajar (los prisioneros de guerra estadounidenses murieron a una tasa del 27%). Más de 100,000 civiles y prisioneros de guerra murieron en la construcción del ferrocarril de Birmania. La Biblioteca del Congreso de los Estados Unidos estima que en Java, entre 4 y 10 millones de romusha (Japonés: «trabajador manual»), fueron obligados a trabajar por los militares japoneses. Cerca de 270,000 de estos trabajadores javaneses fueron enviados a otras áreas controladas por japoneses en el sudeste asiático. Únicamente 52,000 fueron repatriados a Java, lo que significa que hubo una tasa de mortalidad de hasta el 80%.
Según los historiadores coreanos, aproximadamente 670.000 coreanos fueron reclutados para trabajar de 1944 a 1945 por la Ley de Movilización Nacional. Alrededor de 670.000 de ellos fueron llevados a Japón, donde unos 60.000 murieron entre 1939 y 1945 debido principalmente al agotamiento o a las malas condiciones de trabajo. Varios de los que fueron llevados a la Prefectura de Karafuto (Sajalín) quedaron atrapados allí al final de la guerra, fueron despojados de su nacionalidad y se les negó la repatriación por parte de Japón; se les conoció como los coreanos en Sajalín. El total de muertes de trabajadores coreanos que realizaron trabajos forzados en Corea y Manchuria durante esos años se estima entre 270.000 y 810.000.
Según la resolución 121 de la Cámara de Representantes de los Estados Unidos, hasta 200.000 mujeres de consuelo, sobre todo de Corea y China, y algunos otros países como Filipinas, Taiwán, Birmania, las Indias Orientales Neerlandesas, Países Bajos, y Australia, fueron forzadas a la esclavitud sexual durante la Segunda Guerra Mundial para satisfacer a los miembros del Ejército Imperial Japonés y de la Armada Imperial Japonesa. Muchas de estas mujeres -especialmente las holandesas y australianas- también fueron utilizadas para trabajos físicos duros, obligadas a realizar tareas arduas en los campos y las carreteras mientras recibían a cambio «raciones de hambre». Aunque el gobierno japonés y los políticos del gobierno han presentado sus disculpas, incluido el Fondo de Mujeres Asiáticas, que concede compensaciones financieras a las ex «mujeres de consuelo», el gobierno japonés también ha trabajado para minimizar su uso de dichas mujeres en los últimos tiempos, alegando que todas las compensaciones por su conducta en la guerra se resolvieron con tratados de posguerra como el Tratado de San Francisco, y, por ejemplo, pidiendo al alcalde de Palisades Park (Nueva Jersey) que derribara un monumento en memoria de estas mujeres.